# NGC 1879
NGC 1879 (другие обозначения — ESO 423-6, IRAS05178-3211, MCG -5-13-16, DDO 232, UGCA 110, AM 0517-321, PGC 17113) — спиральная галактика в созвездии Голубя. Открыта Джоном Гершелем в 1835 году. Описание Дрейера: «очень тусклый, крупный объект круглой формы, немного более яркий в середине, к западу расположена звезда 12-й величины». В галактике хорошо выражен бар и один из спиральных рукавов.
Этот объект входит в число перечисленных в оригинальной редакции «Нового общего каталога».